# Hoàng Xuân Vinh
Hoàng Xuân Vinh (* 6. Oktober 1974 in Hanoi) ist ein vietnamesischer Sportschütze.
Vinh nahm bereits an zwei Olympischen Spielen teil, erstmals 2012. Mit der Luftpistole über 10 Meter verpasste er knapp die Qualifikation für das Finale, während er den vierten Platz mit der Pistole über 50 Meter belegte. Bei den Olympischen Sommerspielen 2016 in Rio de Janeiro wurde er Olympiasieger im Luftpistolenschießen über 10 Meter. Mit der Pistole über 50 Meter gewann er Silber.